# Desa Randegan (administrativ by i Indonesien, Jawa Timur, lat -7,50, long 112,68)
Desa Randegan är en administrativ by i Indonesien.   Den ligger i provinsen Jawa Timur, i den västra delen av landet, 700 km öster om huvudstaden Jakarta.